# (212692) Lazauskaite
(212692) Lazauskaite est un astéroïde de la ceinture principale.

## Description
(212692) Lazauskaite est un astéroïde de la ceinture principale. Il fut découvert le 23 mars 2007 à Moletai par Kazimieras Černis et Justas Zdanavičius. Il présente une orbite caractérisée par un demi-grand axe de 3,11 UA, une excentricité de 0,03 et une inclinaison de 10,4° par rapport à l'écliptique.

## Compléments